# Collatéral (film)
Pour les articles homonymes, voir Collatéral.
Pour plus de détails, voir Fiche technique et Distribution.
Collatéral (Collateral) est un film américain réalisé par Michael Mann et écrit par Stuart Beattie, sorti en 2004.
Tom Cruise et Jamie Foxx jouent les deux rôles principaux dans ce film qui a engrangé plus de 200 millions de dollars de recettes dans le monde. Il se distingue, par ailleurs, par plusieurs récompenses cinématographiques et des nominations aux Oscars.

## Synopsis
Los Angeles, Max Durocher (Jamie Foxx), chauffeur de taxi de nuit, prend à son bord Annie Farrell (Jada Pinkett Smith), procureure. Ils sympathisent. Arrivée à destination, elle lui donne sa carte de visite. Un peu plus tard, Max prend un client, Vincent (Tom Cruise). Celui-ci lui demande de le garder comme chauffeur une partie de la nuit, pour effectuer cinq courses, en échange d'un généreux pourboire. Max réticent, finit par accepter. Vincent prétend qu'il a cinq personnes à voir pour conclure un contrat immobilier dans la nuit. Arrivé à la première destination, Max gare son véhicule au pied de l'immeuble. Vincent laisse sa sacoche dans la voiture. Max mange un sandwich en attendant dans son véhicule. Un homme défenestré s'écrase sur le toit du taxi. Vincent, ressorti du bâtiment, reconnaît qu'il s'agit bien de la personne qu'il vient d'aller voir. Il lui a tiré dessus juste avant que celui-ci se défenestre. Il dit à Max de se calmer et finit par le menacer avec son pistolet pour qu'il l'aide à charger le cadavre dans le coffre de la voiture. Vincent reconnaît être un tueur à gages. Vincent ordonne à Max de se rendre à l'adresse suivante. L'inspecteur Ray Fanning (Mark Ruffalo) de la police municipale de Los Angeles, qui avait rendez-vous avec la victime, constate sa disparition et commence son enquête. Max et Vincent commencent à nouer des liens particuliers et apprennent l'un de l'autre. Arrivé à destination, dans une ruelle déserte, Vincent ne faisant pas confiance à Max, lui attache les poignets à son volant pendant qu'il est parti.
Max essaie d'appeler à l'aide en klaxonnant et allumant les feux de détresse de la voiture. Un groupe d'hommes finit par être attiré par ses signaux, mais il s'agit de voyous. Au lieu de lui venir en aide, l'un d'eux le menace avec un pistolet, lui vole son portefeuille et s'empare de la sacoche de Vincent. Vincent interpelle les voyous dans la ruelle. L'un d'eux le menace de son arme, mais, sans être impressionné, Vincent les exécute froidement, récupère sa mallette et rend son portefeuille à Max, après avoir coupé les liens de ses poignets. Le taxi redémarre. Vincent dit à Max qu'ils vont dans un club de jazz pour boire un verre pour se détendre. Arrivés sur place, Vincent manifeste beaucoup d'intérêt pour le spectacle. Il invite le trompettiste à les rejoindre à leur table et sympathise avec lui. Celui-ci s'avère être le propriétaire du club. Vincent change brutalement d'attitude et Max comprend que l'homme est en fait la cible suivante du tueur à gages. Vincent abat l'homme et ils quittent les lieux. Max se retrouve pris dans un engrenage qui le désigne comme complice, ou bouc émissaire de Vincent et se retrouve obligé de collaborer avec lui. Seul Fanning semble croire à l'innocence de Max dans cette affaire.
Max et Vincent rendent visite à la mère de Max qui est à l'hôpital et Max en profite pour s'enfuir avec la mallette de Vincent. Rattrapé par le tueur à gages, il jette en contrebas sur une autoroute la mallette qui contenait les données concernant les autres contrats. Vincent le force alors à se faire passer pour lui auprès du délégué local de ses commanditaires. La scène se déroule dans un lounge bar de la communauté chicano. Contre toute attente, Max réussit à bluffer Felix, le délégué, et Vincent peut poursuivre sa mission. L'avant-dernier contrat de Vincent conduit le duo dans une boîte de nuit de la communauté coréenne où Fanning et des agents du FBI, après avoir retrouvé leurs traces grâce à des caméras de surveillance, tentent de les arrêter. Après une fusillade sanglante, Vincent abat sa cible, puis Fanning au moment où le policier tentait de mettre Max à l'abri. Max et Vincent s'enfuient en taxi et règlent verbalement leurs comptes.
Après avoir provoqué volontairement un accident avec son taxi pour essayer de se débarrasser de Vincent, Max s'aperçoit que la dernière cible de Vincent est en fait la procureure Annie. Il fait alors tout son possible pour la prévenir et essayer de la sauver. Il récupère l'arme de Vincent qu'il repère sous un bout de carrosserie de son taxi accidenté, arme que Vincent n'avait pas retrouvée avant de s'enfuir, et court à la poursuite de Vincent. Dans le bâtiment où travaille Annie, Vincent retrouve Annie mais est mis en joue par Max. Max tire sur Vincent et le blesse au visage. Max et Annie s'enfuient en prenant le métro où ils sont rejoints par Vincent. Ils se tirent l'un sur l'autre et Max blesse mortellement Vincent, sauvant ainsi la procureure du contrat qui avait été mis sur sa tête.

## Fiche technique
Sauf indication contraire, les informations mentionnées dans cette section peuvent être confirmées par les bases de données cinématographiques IMDb et Allociné,  présentes dans la section « Liens externes ».
- Titre original : Collateral
- Titre français : Collatéral
- Réalisation : Michael Mann
- Scénario : Stuart Beattie, Frank Darabont et Michael Mann[1]
- Musique : James Newton Howard
  - Musiques additionnelles : Antonio Pinto et Tom Rothrock
- Direction artistique : Daniel T. Dorrance
- Décors : David Wasco
- Costumes : Jeffrey Kurland
- Photographie : Dion Beebe et Paul Cameron
- Son : Michael Minkler, Myron Nettinga, Lee Orloff
- Montage : Jim Miller et Paul Rubell
- Production : Michael Mann et Julie Richardson
  - Production déléguée : Frank Darabont, Robert N. Fried, Peter Giuliano et Chuck Russell
  - Production associée : Bryan H. Carroll, Gusmano Cesaretti, Julie Herrin et Michael Doven (non crédité)
  - Coproduction : Michael Waxman
- Sociétés de production : Edge City et Parkes/MacDonald Image Nation, présenté par DreamWorks Pictures et Paramount Pictures
- Sociétés de distribution : DreamWorks Distribution (États-Unis) ; United International Pictures (France, Suisse romande)
- Budget : 65 millions USD[2],[3]
- Pays de production :  États-Unis
- Langues originales : anglais, espagnol, français, coréen
- Format : couleur (Technicolor) — 35 mm — 2,39:1 (Panavision) — son DTS / Dolby Digital / SDDS
- Genre : action, policier, drame, thriller, néo-noir[4]
- Durée : 120 minutes
- Dates de sortie[5] :
  - États-Unis, Québec : 6 août 2004[6]
  - France, Belgique, Suisse romande : 29 septembre 2004[7],[8],[9]
- Classification[10] :
  - États-Unis : les enfants de moins de 17 ans doivent être accompagnés d'un adulte (R – Restricted)[N 1]
  - France : tous publics avec avertissement[11],[N 2]
  - Belgique : tous publics (Alle Leeftijden)[8]
  - Suisse romande : interdit aux moins de 14 ans[12]
  - Québec : 13 ans et plus (violence) (13+ / 13 years and over)[6]

## Distribution
- Tom Cruise (VF : Bruno Choël) : Vincent
- Jamie Foxx (VF : Gilles Morvan) : Max Durocher
- Jada Pinkett Smith (VF : Géraldine Asselin) : Annie Farrell
- Mark Ruffalo (VF : Cédric Dumond) : l'inspecteur Ray Fanning
- Peter Berg (VF : Vincent Ropion) : l'inspecteur Richard Weidner
- Bruce McGill (VF : Marc Alfos) : l'agent du FBI Frank Pedrosa
- Irma P. Hall : Ida Durocher, mère de Max
- Angelo Tiffe (VF : Hervé Jolly) : Sylvester Clark
- Barry Shabaka Henley (VF : Pascal Renwick) : Daniel Baker
- Javier Bardem (VF : Julien Kramer) : Felix Reyes-Torrena
- Emilio Rivera : Paco
- Steven Kozlowski : le suprémaciste blanc qui rackette Max
- Inmo Yuon : Peter Lim
- Richard T. Jones (VF : Bernard Bollet) : un policier de la circulation
- Paul Adelstein : un agent fédéral
- Jason Statham (VF : Julien Kramer) : l'homme à l'aéroport (caméo)

Source et légende : version française (VF) sur AlloDoublage

## Production

### Genèse et développement
Stuart Beattie a écrit la première version du scénario de Collatéral alors qu'il était encore étudiant à l'université d'État de l'Oregon. La société de production DreamWorks SKG en achète les droits plusieurs années plus tard et Mimi Leder puis Janusz Kamiński sont pressentis pour réaliser le film, mais le développement du projet traîne en longueur. Frank Darabont aide Beattie à peaufiner le scénario, dont l'action se passe d'abord à New York, avant que Mann ne la déplace à Los Angeles.

### Attribution des rôles
Russell Crowe est intéressé pour jouer le rôle de Vincent et Michael Mann, qui a déjà dirigé l'acteur dans Révélations (1999), rejoint alors à son tour le projet. Mais Crowe, lassé par les retards successifs de la production, quitte le projet en juin 2003. Michael Mann propose alors le rôle de Vincent à Tom Cruise. Pour se préparer à son rôle, Tom Cruise dit avoir « d’abord regardé quelques films sur des tueurs professionnels, dont « Le Samouraï » de Jean-Pierre Melville avec Alain Delon. J’étais [Tom Cruise] très fasciné par son charisme solitaire et mélancolique dans l’exercice de ses cruelles affaires. ». L'apparence et le caractère de Cruise dans le film américain rappellent par ailleurs le personnage de Jef Costello dans Le Samouraï,.
Stuart Beattie pense d'abord à Robert De Niro pour le rôle de Max mais les producteurs veulent un acteur plus jeune. Adam Sandler est alors approché pour jouer le rôle, mais les négociations n'aboutissent pas et c'est Jamie Foxx qui est engagé. Le réalisateur avait déjà dirigé Foxx, de même que Jada Pinkett Smith et Bruce McGill, sur Ali. Val Kilmer devait quant à lui interpréter le détective Fanning, mais il doit y renoncer en septembre 2003, un peu avant le début du tournage, en raison de son engagement sur Alexandre ; il est remplacé par Mark Ruffalo.

### Tournage
Sur le plateau, l'entente est solide entre Michael Mann et Tom Cruise : le premier voit dans le second un professionnel consciencieux et investi, tandis que l'acteur loue l'acuité du regard du réalisateur, et son aisance à communiquer avec l'équipe durant le tournage. Cruise reçoit un entraînement par Mick Gould, un ancien membre des forces spéciales anglaises qui avait déjà travaillé avec Mann sur Heat. De son côté Jamie Foxx travaille son rôle en pilotant une Ford Crown Victoria sur le circuit de Willow Springs (en). C'est lui-même qui effectue la cascade dans la scène de l'accident de voiture. Enfin Jada Pinkett passe quelques jours auprès d'une avocate pour observer son quotidien et son milieu professionnel.
Mann, qui a toujours voulu diriger un polar se déroulant à Los Angeles sur une seule nuit, tourne la moitié du film avec une caméra numérique, notamment pour les extérieurs. Il utilise ainsi pour la première fois une caméra Thomson Grass Valley Viper FilmStream modifiée. Pour la bande-son, Hans Zimmer, d'abord pressenti, laisse finalement sa place à James Newton Howard.

### Bande originale
| Titres de la bande originale | Titres de la bande originale   | Titres de la bande originale     | Titres de la bande originale | Titres de la bande originale | Titres de la bande originale | Titres de la bande originale | Titres de la bande originale | Titres de la bande originale | Titres de la bande originale |
| No                           | Titre                          | Auteurs                          | Durée                        |                              |                              |                              |                              |                              |                              |
| ---------------------------- | ------------------------------ | -------------------------------- | ---------------------------- | ---------------------------- | ---------------------------- | ---------------------------- | ---------------------------- | ---------------------------- | ---------------------------- |
| 1.                           | Briefcase                      | Tom Rothrock                     | 2:07                         |                              |                              |                              |                              |                              |                              |
| 2.                           | The Seed                       | The Roots, Cody Chesnutt         | 4:13                         |                              |                              |                              |                              |                              |                              |
| 3.                           | Hands of Time                  | Groove Armada                    | 4:19                         |                              |                              |                              |                              |                              |                              |
| 4.                           | Güero Canelo                   | Calexico                         | 3:00                         |                              |                              |                              |                              |                              |                              |
| 5.                           | Rollin' Crumblin'              | Tom Rothrock                     | 2:21                         |                              |                              |                              |                              |                              |                              |
| 6.                           | Max Steals Briefcase           | James Newton Howard              | 1:48                         |                              |                              |                              |                              |                              |                              |
| 7.                           | Destino de Abril               | Green Car Motel                  | 5:15                         |                              |                              |                              |                              |                              |                              |
| 8.                           | Shadow on the Sun              | Audioslave                       | 5:43                         |                              |                              |                              |                              |                              |                              |
| 9.                           | Island Limos                   | James Newton Howard              | 1:33                         |                              |                              |                              |                              |                              |                              |
| 10.                          | Spanish Key                    | Miles Davis                      | 2:25                         |                              |                              |                              |                              |                              |                              |
| 11.                          | Air                            | Klazz Brothers & Cuba Percussion | 5:46                         |                              |                              |                              |                              |                              |                              |
| 12.                          | Ready Steady Go (Korean Style) | Paul Oakenfold                   | 4:48                         |                              |                              |                              |                              |                              |                              |
| 13.                          | Car Crash                      | Antonio Pinto                    | 2:19                         |                              |                              |                              |                              |                              |                              |
| 14.                          | Vincent Hops Train             | James Newton Howard              | 2:02                         |                              |                              |                              |                              |                              |                              |
| 15.                          | Finale                         | James Newton Howard              | 2:18                         |                              |                              |                              |                              |                              |                              |
| 16.                          | Requiem                        | Antonio Pinto                    | 1:56                         |                              |                              |                              |                              |                              |                              |
| 51:53                        |                                |                                  |                              |                              |                              |                              |                              |                              |                              |

## Accueil

### Accueil critique
Le film a reçu de très bonnes critiques, recueillant 86 % de critiques favorables, avec un score moyen de 7,4⁄10 et sur la base de 228 critiques collectées, sur le site internet Rotten Tomatoes. Il obtient également sur le site Metacritic une note de 71⁄100 sur la base de 41 critiques.
En France, les critiques sont également très majoritairement positives (4.4⁄5 dans la revue de presse d'Allociné), Le Figaroscope évoque l'une des meilleures interprétations de Tom Cruise dans un « thriller nocturne magistralement mis en scène par Michael Mann », Le Parisien rend hommage à Michael Mann, l'appelant « le maître du thriller américain », Positif évoque une invitation « à la rêverie en une suite de plans très courts, entre lyrisme et abstraction », Le Nouvel Observateur « un film passionnant » et une interprétation magistrale des deux acteurs principaux et Première un « polar nocturne hyperréaliste ». Seul Libération délivre une critique négative, comparant le film à une rencontre entre L'Emmerdeur et Terminator sans aucun humour.

### Box-office
Le film a été un important succès commercial, rapportant au total plus de 217 millions de dollars dans le monde entier (dont 101 millions aux États-Unis). Le film a attiré dans les salles 1 410 917 personnes en France, 287 480 en Belgique, 287 360 au Québec et 188 393 en Suisse.
| Pays         | Box-office    | Pays     | Box-office  | Pays             | Box-office |
| ------------ | ------------- | -------- | ----------- | ---------------- | ---------- |
| États-Unis   | 101 005 703 $ | Pays-Bas | 2 663 976 $ | Autriche         | 995 092 $  |
| Japon        | 19 336 631 $  | Belgique | 2 251 519 $ | Norvège          | 945 989 $  |
| Royaume-Uni  | 15 364 828 $  | Suisse   | 2 205 855 $ | Argentine        | 825 953 $  |
| France       | 11 488 932 $  | Brésil   | 2 092 556 $ | Danemark         | 795 561 $  |
| Italie       | 9 049 219 $   | Suède    | 1 967 591 $ | Israël           | 793 132 $  |
| Allemagne    | 7 034 477 $   | Russie   | 1 493 437 $ | Afrique du Sud   | 791 063 $  |
| Espagne      | 6 936 400 $   | Grèce    | 1 478 393 $ | Finlande         | 766 882 $  |
| Australie    | 6 094 553 $   | Portugal | 1 264 479 $ | Hong Kong        | 738 443 $  |
| Corée du Sud | 4 371 212 $   | Taïwan   | 1 213 018 $ | Pologne          | 658 023 $  |
| Mexique      | 4 219 147 $   | Turquie  | 1 156 591 $ | Nouvelle-Zélande | 657 678 $  |

## Distinctions

### Récompenses
- Future Film Festival Digital Award à la Mostra de Venise en 2004
- NBR Award 2004 :
  - Meilleur réalisateur
- LAFCA Award 2004 :
  - Meilleure photographie
- BAFTA Award 2005 :
  - Meilleure photographie
- Satellite Awards 2005 :
  - Meilleur montage
  - Meilleur son

### Nominations
- Oscar du meilleur acteur dans un second rôle pour Jamie Foxx en 2005
- Oscar du meilleur montage
- Golden Globe du meilleur acteur dans un second rôle pour Jamie Foxx
- BAFTA Awards 2005 :
  - Meilleur réalisateur
  - Meilleur scénario original
  - Meilleur son
  - Meilleur montage
  - Meilleur second rôle masculin pour Jamie Foxx
- Saturn Awards 2005 :
  - Meilleur film d'action/aventures/thriller
  - Meilleur acteur pour Tom Cruise
  - Meilleur réalisateur
  - Meilleur scénario
- Satellite Awards 2005 :
  - Meilleur scénario original
  - Meilleurs effets spéciaux
  - Meilleur second rôle masculin pour Jamie Foxx
- Empire Awards 2005 :
  - Meilleur film
  - Meilleur acteur pour Tom Cruise
  - Meilleur réalisateur
- MTV Movie Award 2005 :
  - Meilleur méchant pour Tom Cruise

### Sélections
- Festival du cinéma américain de Deauville 2004 : premières - hors compétition pour Michael Mann

## Éditions en vidéo
En France, le film Collatéral est sorti en VOD le 29 janvier 2005. Le 31 mars 2005, le film sort en DVD et en DVD édition spéciale. Par la suite, le film est ressorti en DVD le 13 mai 2008, puis en Blu-ray le 15 juin 2010. Suite aux évolutions techniques afin d'améliorer la qualité d'image et de sons, le film sort en 4K Ultra HD + Blu-ray le 5 mai 2021, ainsi que dans une édition limitée steelbook 4K Ultra HD + Blu-ray le 7 août 2024.